# Posición del perro

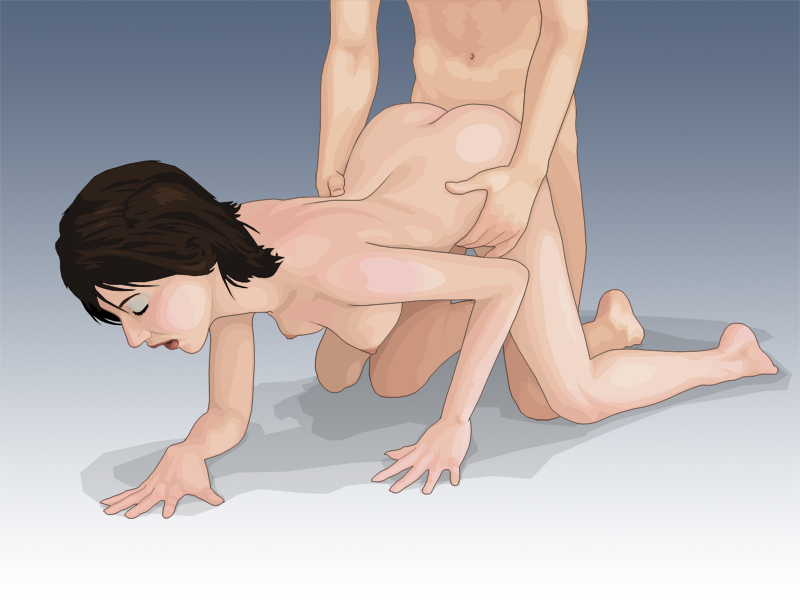
Coito en la "posición en cuatro".

El coito a tergo, conocido vulgarmente como posición en cuatro, posición de cuatro, posición del perrito, estilo perro, a cuatro patas, o comúnmente dicho sexo por detrás, es una postura sexual en la que la persona que recibe la penetración se apoya en sus extremidades con sus piernas ligeramente separadas, mientras que la persona que va a hacer la penetración se pone encima del receptor y le inserta el pene o un consolador por detrás en su órgano receptor, que puede ser la vulva o el ano.

## Historia
Era conocido en la antigua Roma como coitus more ferarum (latín: 'coito a la manera de los animales') y en el Kama Sutra como «la unión de la vaca». En otras lenguas esta posición recibe nombres similares: levrette (francés: la 'perrita') y pecorina (italiano: 'borreguita').

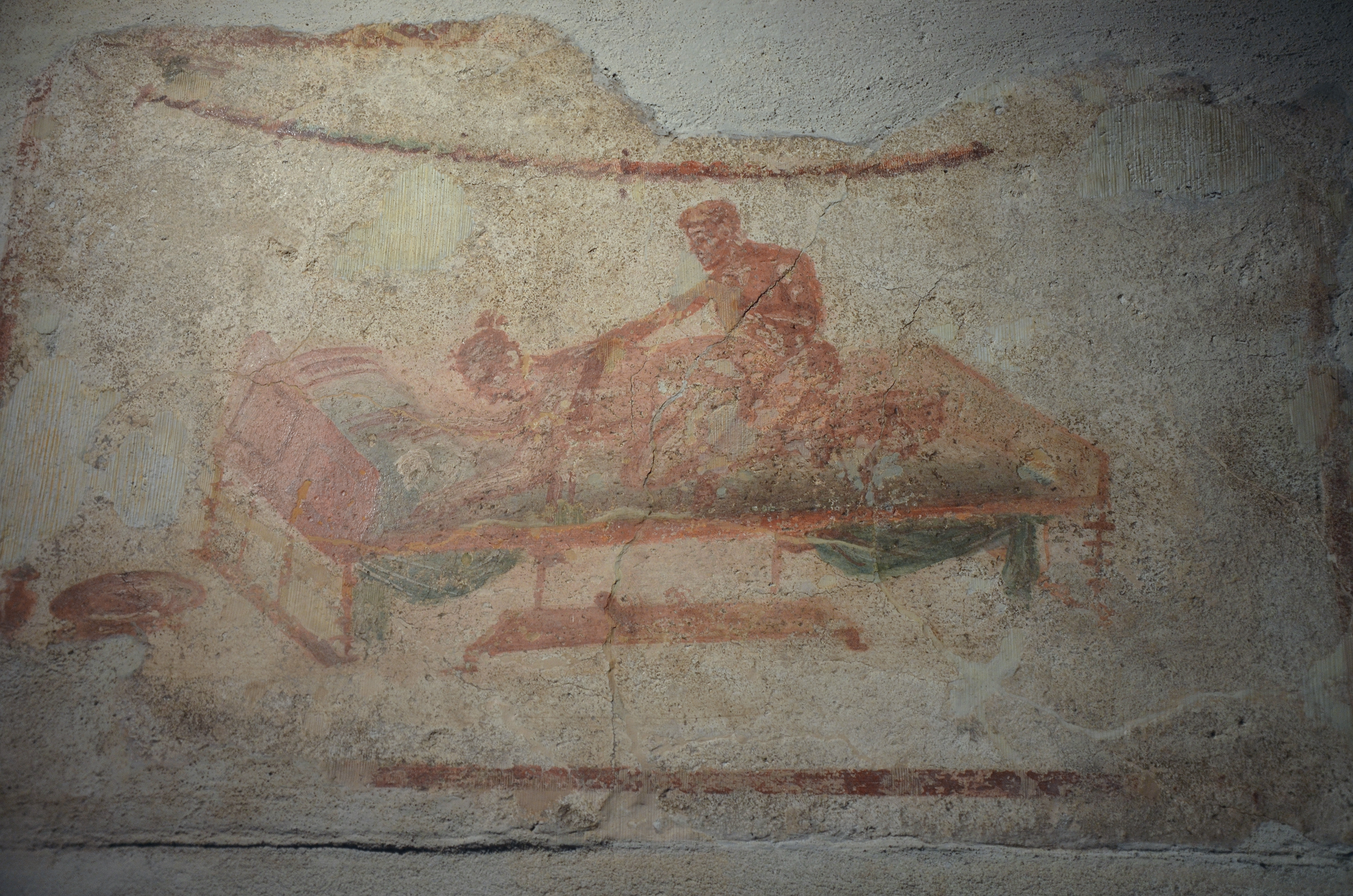
Fresco pompeyano de la Antigua Roma que ilustra esta práctica sexual.

En la antigua Grecia, la superioridad masculina se trasladaba así mismo a la práctica sexual, tomando el hombre a la mujer por detrás, teniendo ésta que adoptar una posición sumisa. Su práctica era tan extendida que incluso ha llegado hasta nuestros días con el nombre de griego, haciendo referencia directa al sexo anal, aunque el coito a tergo puede ser tanto anal como vaginal.

## Beneficios
Para la persona que penetra, la posición ofrece una visión sin obstrucción de la parte posterior del cuerpo de la persona receptora, así como controlar el ritmo de empujes al agarrar las caderas. Esto, generalmente, permite a la persona que va a ser penetrada estimularse el clítoris (si se trata de una mujer quien recibe la penetración) o bien el pene (si se trata de un hombre el que es penetrado) y en ambos casos permite acariciar el pecho del receptor (hombre o mujer) por parte del que penetra. Para ciertas mujeres esta posición proporciona la mejor estimulación del punto G. La persona receptora también puede estimular a su pareja mediante el masaje de los testículos y el pene del penetrador.

## Particularidad
A diferencia de otras, en esta posición sexual sus practicantes no pueden tener contacto visual de sus rostros.